# Кужела, Милан
Милан Кужела (чеш. Milan Kužela; 27 апреля 1946, Братислава, Чехословакия) — бывший чехословацкий хоккеист, защитник. Чемпион мира и Европы 1972 года, серебряный призёр чемпионатов мира и Европы 1974 и 1979 годов, бронзовый призёр чемпионата мира и Европы 1973 года.

## Биография
Милан Кужела начал свою хоккейную карьеру в команде «Слован Братислава». С 1966 по 1981 год играл в чемпионате Чехословакии за «Слован», 7 раз становился призёром чехословацкой лиги, в том числе выиграл золотую медаль в 1979 году. В 1981 году впервые сменил клуб, отыграл один сезон за «Зволен». В 1982 году вернулся в «Слован». С 1983 года был играющим тренером клубов «Нове Замки» и «Пьештяни». В 1985 году завершил игровую карьеру. После окончания карьеры тренировал в Германии, Швейцарии, Италии, а также юниорские команды в родном «Словане».
Помимо клубов выступал за сборную Чехословакии с 1969 до 1979 года. В составе чехословацкой сборной — чемпион мира и Европы 1972 года, серебряный призёр чемпионатов мира и Европы 1974 и 1979 годов, бронзовый призёр чемпионата мира и Европы 1973 года.
11 декабря 2004 года был принят в Зал славы словацкого хоккея.

## Достижения
- Чемпион мира и Европы 1972
- Серебряный призёр чемпионатов мира и Европы 1974 и 1979
- Бронзовый призёр чемпионата мира и Европы 1973
- Чемпион Чехословакии 1979
- Серебряный призёр чемпионатов Чехословакии 1970 и 1972
- Бронзовый призёр чемпионатов Чехословакии 1969, 1971, 1973 и 1980

## Статистика
- Чемпионат Чехословакии — 532 игры, 62 шайбы
- Сборная Чехословакии — 86 игр, 5 шайб
- Всего за карьеру — 618 игр, 67 шайб